# Mikio Manaka
Mikio Manaka (jap. 眞中 幹夫, Manaka Mikio; * 22. Mai 1969 in der Präfektur Ibaraki) ist ein ehemaliger japanischer Fußballspieler.

## Karriere
Manaka erlernte das Fußballspielen in der Schulmannschaft der Sakai High School und der Universitätsmannschaft der Universität Tsukuba. Seinen ersten Vertrag unterschrieb er 1992 bei JEF United Ichihara. Der Verein spielte in der höchsten Liga des Landes, der J1 League. Für den Verein absolvierte er 101 Erstligaspiele. 1997 wechselte er zum Zweitligisten Brummell Sendai. 1998 wechselte er zum Ligakonkurrenten Ōmiya Ardija. Für den Verein absolvierte er 22 Spiele. 1999 wechselte er zu Yokohama FC. 1999 und 2000 wurde er mit dem Verein Meister der Japan Football League und stieg in die J2 League auf. Für den Verein absolvierte er 103 Spiele. Ende 2004 beendete er seine Karriere als Fußballspieler.